# Nils Barck (1760–1822)
Nils Anton Augustin Barck, född 27 augusti 1760 i Wien, död 30 september 1822 i Solna församling, var en svensk greve, tonsättare och ämbetsman. Han var son till Nils Barck samt far till Nils Anton Barck och Lovisa Tawast.
Barck ingick redan 1776 vid ämbetsverken, blev 1778 hovjunkare och användes i diplomatiska uppdrag. Han tillhörde även Gustav III:s amatörteater.
Han blev 1793 statssekreterare i utrikesdepartementet, där han huvudsakligen handlade ärenden rörande Svenska Pommern, och var en ivrig förespråkare för vittgående administrativa reformer. Han mötte dock motstånd både från Gustaf Adolf Reuterholm och de pommerska ständerna. Han förordnades 1799 till guvernör i Wismar och president i tribunalet, vilket 1802 flyttades till Pommern. Barck invaldes som ledamot 91 av Kungliga Musikaliska Akademien den 12 december 1783 och var akademiens preses 1803–1810.

## Musikverk

### Piano
- Scherzando i B-dur. Publicerad 1791 i Musikaliskt Tidsfördrif som nummer 6.[8]
- Marsch i A-dur. Publicerad 1793 i Musikaliskt Tidsfördrif som nummer 5/6.[8]
- Tempo di minuetto i D-dur. Publicerad 1793 i Musikaliskt Tidsfördrif som nummer 7.[8]